# 山本美和子
山本 美和子（やまもと みわこ、1981年5月6日 - ）は、日本のAV女優。
千葉県出身、バルドエージェンシー所属

## 略歴・人物
2011年にAVデビュー。高身長で巨乳の熟女系AV女優である。
趣味・特技は、人を喜ばせる事。

## 作品

### アダルトビデオ
- うちの妻・K奈（30）を寝取ってください 05（7月8日、ゴーゴーズ）
- 美脚妻の交尾 其の十七（8月4日、ジュエル）※「小西純子」名義
- ザ・面接 VOL.122 回春エステと女神 ピアニストも来たんかい（8月21日（レンタル） / 2012年2月24日（セル）、アテナ映像）
- 人妻のくせになまいきだ。 03（9月22日、DOC）
- 近所の若い奥さん達が集まるスナックにふらりと入ったら酔った奥様達は開放的でチ○コを弄ばれた（10月6日、SWITCH）オムニバス作品
- 初脱ぎ熟女 美和子・洋子・乱子・あやめ・ルリ子の事情（10月1日、クリスタル映像）
- 催眠中毒 セキュリティウーマン 美和子27才（10月15日、催眠研究所）
- 高額バイトに集まってきた素人娘 vol.05（10月20日、最強）
- 旅情不倫ドキュメント ハメ撮りされたい人妻 その2 美和子28歳（10月28日、マドンナ）
- 性欲処理用競泳娘（11月1日、MDMA）※「仲里あずさ」名義
- 色香漂う美人妻は2人きりの密室で口説かれると我慢出来ない･･･（11月1日、DOC）
- 息子に気づかれずにこっそりとお口で･･･（11月4日、ex）
- 素人酔った人妻に生中出し 026（11月15日、プラム）
- マジックミラー号婦人科検診車で主婦の“性”態調査（11月19日、SODクリエイト）
- 卑猥なマドンナ 美和子 旅へ（11月26日、HMJM）
- 姉貴の友達に… 〜スケベなお姉さんの誘惑〜（12月3日、スティルワークス）

- 麗しの巨乳若妻。みわこ（1月1日、光夜蝶）
- R30 Glamorous 4（1月7日、デジタルアーク）
- 奴隷妻 あなたを悦ばせたくて･･･（1月25日、マドンナ）
- 僕が彼女をしばるとき 昼間にオフィスへ電話をかけて･･･（2月15日、ドリームチケット）
- 団地妻 旦那に内緒で中出しする午後（2月25日、ビッグモーカル）
- 背の高いお姉さんと小男のセックス（3月1日、グローリークエスト）
- 俺たちの熟女 美和子 31歳（3月2日、カマタ映像）
- 限界催眠 美和子（3月10日、催眠研究所）
- 萌えあがる募集若妻 淫らに狂いだす身売り若妻 155 みわこさん（3月13日、プレステージ）
- 息子のチンポを洗う母… 2（3月16日、ex）
- 欲求不満主婦の願望を叶える3本番 美和子（3月19日、乱丸）
- 美巨乳で挑発してきた友達の姉ちゃん（3月19日、ZEPPIN）
- ヒプノシンクロニシティ
- 倒錯夫婦の奇妙な姦係 私の妻を犯してください（3月23日、なでしこ）
- 禁断介護（4月19日、グローリークエスト）
- 黒ストの似合う熟女 ムチムチ編（4月21日、AROUND）
- 社内の憧れエロ顔秘書はやっぱり淫乱なドスケベ痴女（4月30日、WEEKENDER）
- おもらし義姉さん（5月3日、タカラ映像）
- ママのリアル性教育（5月17日、グローリークエスト）
- 彼女に試そうと隠していた媚薬を姉が勝手に使って僕の部屋で発情（5月24日、ROCKET）
- 私を好きにしてください。（6月1日、MAGIC）
- 金満翁の肉奴（6月1日、VENUS）
- 撮影現場入りした女優に打ち合わせなし!待ったなし!コンドームなし!即ハメ中出しSEX 2（6月7日、グローリークエスト）
- 人妻 奴隷契約（6月8日、ワープエンタテインメント）
- 嫁の妹が欲求不満すぎて（6月8日、マダムス）
- 山本美和子の42回（6月13日、アロマ企画）
- 極エロ生尺顔 3（6月13日、アロマ企画）
- 人妻寝撮られ奴隷契約（6月15日、ワンズファクトリー）
- 今日の私、すっごいドスケベな気分。（6月17日、ドグマ）
- 本番ありの裏風俗で、バックでついている時にこっそりゴムを外し、そのままドップリ生中出ししちゃいました! 2（6月22日、SCOOP）
- 人妻、発情中（6月22日、MAGIC）
- ガンギマリ催眠 〜完全に性欲の奴隷になった人妻〜（7月1日、ジェントルマン）
- 妊娠した姉に「一回だけやらせて」と頼み込んだら誰にも言わない約束で中出しまでさせてくれた（7月5日、ナチュラルハイ）オムニバス作品
- 口だけでイカす! 手を使わない極上フェラチオ!!（7月15日、ワンズファクトリー）
- 近親［無言］相姦 超絶淫乱母VS無言（7月19日、VENUS）
- 崩れ落ちてゆく欲望 三億横領した女（7月19日、タカラ映像）
- 喉奥ショットガン M（7月20日、ワープエンタテインメント）
- 淫語生ライブ 3（7月25日、アロマ企画）
- イカセ隊が走る! 出張して素人若妻をイカセちゃいました（7月27日、おかず。）
- 理想のパンスト上司（7月27日、なでしこ）
- 酔った上司を自宅まで送り届けた若い部下。出迎えた美人奥様に興奮して、フル勃起チ●ポを見せつけると寝てしまった夫の隣で僕のカラダを求めてきた!（7月27日、SCOOP）
- 歳の差夫婦のスワッピング ウチのダンナ貸したげる♥ 2（8月7日、ラハイナ東海）
- マドンナ航空presents 人妻CA物語 私はのろまなカメじゃない! 〜美熟女CA養成学校、涙とエロスの猛特訓!!〜（8月7日、マドンナ）
- アスリートマニア 17 〜競泳編〜（8月7日、ミル）
- ビデオに出てない働く女性とお昼休みと仕事帰りにオフィスの近所で3発 制服に包まれた感度抜群の肉感Eカップボディを持て余す欲求不満なムッツリスケベOL（8月9日、new girl）
- 人妻温泉 癒し系 40（8月10日、クリスタル映像）
- 義父を愛してしまった人妻（8月10日、マダムス）
- 人妻温泉レズ 秘湯欲情レズ温泉旅館 第4巻（8月13日、U&K）
- 非日常的悶絶遊戯 第百六十四章 社長秘書、美和子の場合（8月13日、AVS Collector's）
- 神騎乗 淫乱OL悶絶騎乗交尾（8月18日、SEX Agent）
- 勤務中にパンツスーツが破けてしまった高学歴の女を助けるフリをして手を出したノンキャリアの俺（8月23日、AKNR）
- 美人妻と隣の奥様の秘め事 美熟女レズビアン（9月5日、ジャネス）
- 寝台列車の不倫旅（9月6日、グローリークエスト）
- 家族にバレないように兄嫁に手を出したら失禁しながら感じ始めた（9月6日、AKNR）
- 専属女優豪華共演!! 人妻ビーチバレー物語 〜情熱の島〜（9月7日、マドンナ）
- 真・極限催眠 170cmEカップ変態女が獣のように呻いて感じる失神寸前白目強烈3Pファック!!催眠AV史上一番イキまくった女（9月13日、セレブの友）
- 団地妻レズビアン 7（9月19日、アンナと花子）
- 女医in･･･ ［脅迫スイートルーム］ Doctor Miwako（31）（9月21日、ドリームチケット）
- 気づけばいつも、アナル舐め 3（9月21日、ワープエンタテインメント）
- 悶絶管理局尻コキ課 最強セクシー社員の淫らなケツ仕事（9月21日、SEX Agent）
- 人妻旅情捜査官 〜連続失踪事件を追って･･･〜（9月25日、マドンナ）
- 淫語中出しソープ 29（9月25日、AVS Collector's）
- 真・美熟女性交（10月1日、lemix）
- 温泉地でオナニーしていた人妻をのぞき見していたら逆に犯された･･･（10月10日、K×S）
- 露恥裏悩殺セレブW ノーパンノーブラ野外赤面ブルマ露出他人の玄関先オナニー濃厚レズ山中拘束強烈潮吹きSEX!!（10月13日、セレブの友）
- 高身長キャリアウーマン高飛車上司に、媚薬を仕込んだら… 泡吹き痙攣チ○ポキ○ガイ スパルタ淫語オフィス（10月18日、V&Rプロダクツ）
- さきっぽフェラ（10月19日、SEX Agent）
- 悩殺!テコキウーマン! 勤務中手にコキする淫乱OL（10月19日、SEX Agent）
- 息子と犯りたい巨乳義母の卑猥レッスン（10月26日、なでしこ）
- 親父の後妻が若すぎて… ボクとママの禁断の秘め事（10月27日、クリスタル映像）
- 完全撮り下ろし!! おもらし・失禁・放尿・聖水 66人70発!3時間（11月3日、スティルワークス）
- 媚薬電流アクメ 大量催淫剤ヴァギナ垂れ流し電極責め（11月8日、ROCKET）
- 完全服従人妻奴隷 支配されたいオンナ（11月9日、REAL）
- 南青山高級アロマ性感オイルマッサージ 3（11月9日、DOC）
- 雪村春樹全集 22（11月13日、赤ほたるいか）
- 巷で噂の痴女が出没する温泉宿 勃起したチ●ポは射精するまで離さないグラマラス痴女強烈W騎乗位顔騎4P乱交豪快セックス!（11月13日、セレブの友）
- 淫脚乱舞 オフィスレディの魅惑の社内脚コキ（11月16日、SEX Agent）
- 高身長痴女 綺麗なお姉さんの美脚とデカ尻 〜トールマニア〜（11月19日、ドグマ）
- 飢えた人妻たちの不倫パーティー（♀3×♂3） Part3（11月23日、なでしこ）
- 日常的猥褻セクハラ劇場 第一章 オフィスOL&寝具売り場の店員、美和子の場合（11月25日、AVS Collector's）
- 嫉妬 〜ジェラシー〜 彼女とアタシの×××なKiss（12月6日、LADY×LADY）
- 照れるほど見つめられる乳首責め 2（12月7日、ドリームチケット）
- 異常性欲 〜先天性淫乱色情狂〜（12月13日、U&K）
- 患者の穴奴隷にされた女医（12月13日、溜池ゴロー）
- 謝礼を払うのでマッサージ器のモニタリングをアナタの身体で試させて下さい! vol.1（12月21日、最強）
- 極イキッ!どろどろ女 アヘ顔M女の見られたい願望（12月25日、AVS Collector's）
- 山本美和子にエロいことをしてもらいませんか!!!（12月28日、なでしこ）

- 人妻秘密捜査官狂乱 〜濃厚なる女躰淫辱〜 第一話 山本美和子の件（1月1日、ベイビーエンターテイメント）
- マジックミラー号がイク!! 童貞クンいらっしゃい♥ 筆下ろしカウンセリング（1月10日、SODクリエイト）
- レズ奴隷 VOL.7（1月10日、DEEP'S）
- 極エロ女神の淫語誘惑（1月13日、AVS Collector's）
- 真・極限催眠 深催眠に魅せられた極上W美巨乳ガチレズ強制イラマ二股彼氏略奪修羅場号泣3Pセックス!!（1月13日、セレブの友）
- 美痴女たちに金玉が空になるまで吸い尽くされろ! 淫語フェラ四十八手（1月24日、V&Rプロダクツ）
- 私、生徒たちに中出しレイプされました…（2月1日、ワンズファクトリー）
- 艶めかしい人妻といやらしいセックス（2月1日、無言）
- 淫殺女仕置き人 Vol.5 太もも慟哭 淫圧皆殺し捜査官（2月1日、マザーズ エンタテインメント ピクチャーズ）
- 羞恥接客旅館（2月7日、グローリークエスト）
- 隣の少年（息子のライバル）の「成績を下げるために…」誘惑カニばさみセックスでオマ○コ夢中にさせる教育ママ（2月7日、ナチュラルハイ）
- スチュワーデス、美和子 悶絶、絶頂、失禁…（2月7日、Be Free）
- 本番したがる人妻風俗嬢 4時間（2月8日、BAZOOKA）
- 九時五時の人妻さん（2月21日、タカラ映像）
- 山本美和子BEST（2月21日、グローリークエスト）※総集編
- 「今年の風邪はしつこい」と「人妻は欲求不満」は永遠。（2月22日、バルタン）
- 美和子の尻と胸に埋もれたい… 中出し精子を膣内に押しこみながらオナニーするスケベ女（3月1日、蜜月）
- 巨乳ヨガインストラクターの中出しSEXレッスン（3月7日、グローリークエスト）
- 町内会の水泳教室なのに張り切りすぎたハミ出しビキニで「その気は無いのに…」父親達を勃起させてしまう巨乳奥さん（3月7日、ナチュラルハイ）
- 愛しの山本美和子ベストプレイセレクション（3月8日、REAL）
- 熟女が行列する渋谷マッサージ店盗撮映像（3月13日、はじめ企画）
- 浮気妻の仕置き縄（3月13日、赤ほたるいか）
- 色白巨乳痴女ばかり住む独身女子寮 エッチで美人なお姉さん達が毎日勃起したチ〇ポを奪い合い淫らに腰振る快適痴女セックスライフ!（3月13日、セレブの友）
- 熟 山本美和子（3月22日、セレブの友）※総集編
- 「欲求不満の美淫女が満員の男子校バスで大きな胸がつぶれるほど密着したら火がつくまで何分?!」 VOL.3（3月23日、DANDY）
- ダブル接吻コントロール Ver.ふたり責め（4月5日、ワープエンタテインメント）
- 美人水泳コーチのパーフェクトボディに溺れて窒息寸前になりながら何度も射精させられた。（4月5日、フリーダム）
- 強制的じゃないセルフイラマチオ 02 〜ディープスロートにぞっこんの女たち〜（4月19日、SEX Agent）
- 手コフェラ倶楽部（4月19日、SEX Agent）
- エクササイズボディ Ver.6（5月13日、AVS Collector's）
- BBB BIG BOOBS BUTT（5月20日、メディア総販ソレイル）
- 若くて自慢の嫁との子どもが欲しいインポの伯父さんが甥の僕に「中出しで妻を妊娠させてくれ」と頼んできた（5月23日、ナチュラルハイ）
- ハイスペック美女と超ご都合主義SEX! ありえない夢のような4つのシチュエーション（5月23日、イフリート）
- 「常に性交」メンズエステ 2（5月23日、SODクリエイト）
- 丸ごと! 山本美和子8時間 〜敏感すぎる変態ドM妻〜（5月25日、マドンナ）※総集編
- 足裏パラダイス（5月30日、稀有）
- 真・美熟女性交（6月1日、lemix）
- ムチムチインストラクターの強制圧迫肉コキ（6月5日、フリーダム）
- 巨乳家庭教師のワイルド個人授業（6月5日、フリーダム）
- 深夜特急不倫たび …今日だけは激しく抱いてほしい…。（6月13日、タカラ映像）
- 感度上昇ヌレヌレ催眠術SEX 2（6月14日、REAL）
- 塗られた媚薬が効く前に慌ててオマ○コを洗う新妻…であったが間に合わず無念の発情 2（6月20日、ナチュラルハイ）
- 「焦らしは最高の媚薬!パート中にせんずりを見せつけられ発情したのに何もされず焦らされたセックスを忘れたオマ○コ妻は中出しまでヤらせてくれるか?」 VOL.1（6月20日、DANDY）
- 淫語パンストセックスとディープキス Vol.3（6月25日、AVS Collector's）
- 喪服未亡人 あなた許して… 犯され性奴隷となる人妻 2（6月28日、なでしこ）
- 結局、本気でイキまくるバカ女（6月28日、なでしこ）
- コスプレむっちりM性感エステ（7月5日、フリーダム）
- 出産して急激に感度があがったママチャリ早漏妻 8 1名増量全員中出し 団地妻SP（7月6日、ナチュラルハイ）
- 嗜虐のデイサービス 〜介護放棄したドM淫乱不貞妻〜（7月12日、REAL）
- 近親相姦 淫乱介護 5 〜義母と息子と舅の狂った関係〜（7月12日、なでしこ）
- 最高に淫乱なオンナの素顔 〜美しき喜怒哀楽〜（7月13日、セレブの友）
- クレイジーナイト アブノーマル・エクスタシー 5（7月15日、トラウマアート）
- この人妻女教師は、クラスの中出し性玩具。（7月18日、グローリークエスト）
- 熟女の自画撮りオナニー（7月18日、グローリークエスト）
- チン毛サロン（7月18日、稀有）
- 浴びた女も感激する一撃!! 大量顔射!!! Part.3（7月19日、ワープエンタテインメント）
- セレブ人妻不倫 旦那の居ぬ間のセックスまみれな日常ザーメン注入濃厚生中出し（7月19日、エマニエル）
- トリプルレズビアン 10 〜エモーショナルレズバトル〜（8月2日、クリスタル映像）
- レズビアンの姑に言い寄られ戸惑いを隠しきれない嫁 3（8月25日、ジャネス）
- 若妻緊縛SM拷問 縄鼻喉痙叫 高身長奴隷妻緊縛拘束4P陵辱アヘ顔痙攣絶頂生中出し（8月25日、セレブの友）
- 女スパイ拷問調教 二重スパイ裏切りの代償拘束監禁悶絶電流加虐奴隷拷問（9月13日、セレブの友）
- いつでもセックスOKで高身長な僕の彼女を紹介します。 170cmEカップ極上エロハメ潮吹き痙攣アクメ（9月13日、セレブの友）
- 笑顔で生中出しの激エロ美若熟女 AV女優さんとエッチしよう! Vol.6（9月13日、HERO）
- あなた…私、これから犯されます（9月15日、ZAKURO）
- 淫ボイス 1（9月25日、AVS Collector's）
- ヒプノシンクロニシティ（9月28日、トラウマアート）
- 部下に寝取られた上司の妻（9月30日（レンタル）/11月8日（セル）、LEO）
- ヒマを持て余してアウトレットモールでブラブラしていた人妻さんたちにセンズリを試し見してもらいましたっ!（10月4日、ドッグアイ）
- 禁愛 オトナ×恋愛 〜私の中の浮気裁判〜（10月10日、ホットエンターテイメント）
- Shake Body Ver.30（10月13日、AVS Collector's）
- 天然しぼりたて!! 山本美和子ベスト 高身長 極上ボディ 8時間2枚組（10月13日、セレブの友）※総集編
- 顔面ドスケベ 美和子のアヘ顔でブッコいて（10月19日、ドグマ）
- 至れり尽くせりの巨乳温泉コンパニオン（10月25日、おかず。）
- 兄嫁（11月22日、なでしこ、監督:千摺源兵衛）
- 山本美和子の世界（11月25日、AVS Collector's）※総集編
- 性交クリニックファン感謝祭2013 超豪華版 総集編付き2枚組 8時間スペシャル（12月5日、SODクリエイト）
- 山本美和子が本性さらす不倫旅（12月15日、ブレスト）

- 親父の遺品の「エロ本」でセンズリをこいてたら叔母に勃起チ○ポを見られた! 葬式が終わったばかりだというのに僕のチ○ポに叔母たちが発情しだして…（1月1日、MUTTURi）
- 姉と妹（1月10日、なでしこ）
- 痴妻 2（1月19日、エマニエル）
- ごっくん精女 スペルマハンター美和子 美和子の濃厚精子ごっくん精活12発!!（1月25日、AVS Collector's）
- SEXのハードルが異常に低い世界 7（2月6日、SODクリエイト）
- 30歳オーバーの息子の嫁にムリヤリ制服を着させてやっちゃった俺（2月6日、AKNR）
- 痴女、穴る。（2月7日、ワープエンタテインメント）
- 陰獣夫人 〜月が出る夜は疼きます〜（2月7日、オルガ）[2]
- 絶対隷女 恥辱の虜へ 女社長・美和子（2月13日、AVS Collector's）
- スーパーの買い物帰りに突然の雷雨で我が家に雨宿りをしにきたママ友たち。雨でびしょ濡れになり透けた服のママ友にドキッ!としてタジタジなボク。そんなボクの童貞魂を見抜き、服が乾くまでの間に面白がり誘惑してくるママ友にハメられてしまうボクは幸せ者でしょうか? 2（3月6日、Hunter）
- ママさんバレーの練習帰りに我が家に寄った奥さん達のハイレグブルマに誘われて堪えきれずに中出ししちゃいました。（3月6日、SWITCH）
- The Baby Entertainment 艶熟淫肉イキ奈落 BEST 熟れた女体である事のどうしようもなさ（3月7日、BabyEntertainment）
- 目が奪われる瞬間 【学園編】 vol.10（3月11日、MAGIC）
- 高身長痴女の小さいオッサン狩り（3月13日、MOODYZ）
- 淫猥キャットファイト 4 美しき看護師が真撃の決闘! 院長夫人の座を賭けたタイマン喧嘩バトル!（3月20日、ディープス）
- あなた、やめてっ!お願い、こんな所でっ!! 嫌がる妻をベットに引きずりこんで中出しっ!! 〜病院編〜（3月31日（レンタル）/4月1日（セル）、LEO）
- 超陵辱（スーパーベイビー） リバース・コンボ Vol.6 華麗なる淫技で悪者を昇天させる人妻秘密捜査官が輩たちに捕まり熟れた女体を貪り尽くされる物語 男殺淫堕ち（4月1日、MOTHERS ENTERTAINMENT PICTURES）
- オナクラ淫語パラダイス（4月11日、BAZOOKA）
- 息子の朝勃ちを見た若妻は我慢できずに息子のチ○ポを自分の股間に擦りつけ!擦りつけているうちに自分でも気付かず股間は爆濡れ!!そして気付かないうちにヌルっと息子のチ○ポが入ってしまいました!（5月10日、Hunter）
- 色々なシチュエーションでムッチリボディな人妻に無理矢理チ○ポを押しつけてレイプしてやりたい!（6月5日、ジャネス）
- 完全主観 罵倒地獄 4 〜そのドギツイ痛罵と軽蔑した表情で感じてしまう僕〜（6月5日、フリーダム）
- 月刊 パンティストッキングマニア Vol.27 美脚×高身長OL×脚コキ（6月6日、OFFICE K'S）
- べろちゅうレズビアン（6月13日、BACK DROP）
- ムチムチゴージャスボディーのお姉さん セールスレディー美和子（6月19日、SOSORU）
- 即舐め 強制クンニ（6月20日、OFFICE K'S）
- 当て身コレクション 2（6月20日、トラウマアート）
- 昭和エロチシズム 友だちの母ちゃん（6月25日、ながえSTYLE）
- 悶絶肉感妻と隣の欲求不満妻 豊満・肉欲・不倫愛に溺れる人妻たち…。（7月1日、U&K）
- 人妻のいやらしさに興奮した男たちがいたるところでレイプ!日頃の欲求不満でパンティびしょ濡れ。旦那以外の勃起チ○ポを咥え込みイキまくる!!（7月1日、エマニエル）
- 凌辱不倫妻（7月11日、REAL）
- 山本美和子の世界 Part.2（7月13日、AVS Collector's）※総集編
- リアルレズビアン 女同士のラブセックス 2（7月19日、スタイルアート）
- 営業周りのセールスレディーはシャツが透けるほどカラダから漂うイヤラシイ匂いで男を誘惑する（7月24日、SOSORU）
- 夫のいない間に女同士でキス、クンニ、双頭ディルド、ペニバンでマ●コとマ●コを濡らして喘ぎ快楽に溺れる誘惑美人妻の秘め事（7月25日、なでしこ）
- 相互オナニーレズビアン（8月1日虎堂）
- 美人妻 山本美和子 スペシャル 4時間 （レイプ編）（8月8日、なでしこ）※総集編
- 雪村流縛り 鴨居 〜KAMOI〜（8月13日、赤ほたるいか）
- レズクンニリングス 4（8月14日、OFFICE K'S）
- JKおまんこおっぴろげオナニー 3（8月14日、OFFICE K'S）
- 小便ぶっかけ手コキ（8月14日、OFFICE K'S）
- お受験直前!! 教育ママの目を盗んで可愛い○学生の未成熟勃起チ○ポを弄ぶショタコンお姉さん（8月21日、SAOSORU）
- 予告痴漢OL（8月21日、SAOSORU）
- ぴったりムチムチグラマラスボディーで生徒の勃起を誘い淫語と寸止めで優しく焦らしまくる肉惑女教師（8月21日、SAOSORU）
- 市営団地おま○こニュータウン 同じ棟の人妻が当番制で性処理をしてくれる夢団地（8月21日、SODクリエイト）
- 一途な女のボロアパート同棲生活（8月25日、サイドビー）
- タイムスリップおじさん（9月4日、グローリークエスト）
- 隣に引っ越してきた美人な奥さんは淫語クレーマー（9月6日、ROCKET）
- すし詰め満員バスでムチムチ尻が僕の股間にド密着! 思わずフル勃起したチ○ポがスカートめくり上げて挿入してしもた!!（9月6日、SWITCH）
- 奥様はマゾ 高身長美人妻は超敏感!ねぶりヤラれて淫蕩に耽る（9月11日、ルビー）
- 人妻中出したっぷり7連発!!（9月12日、LEO）
- マン汁中毒レズビアン 2（9月19日、OFFICE K'S）
- 自宅不倫の最中に夫がまさかの帰宅! ビックリした妻が膣痙攣!　チ○ポが抜けなくなって無情の中出し!!（9月25日、ROCKET）
- 史上最強ギャルファイター 上原花恋 最強ギャル上原花恋のキャットファイト5番勝負ギャルファイタードキュメント!!（10月9日、ROCKET）
- 健全な交尾運動が肉体と精神を救う! 女は日々のストレス発散と運動不足を解消するためにセックスに没頭する!（10月9日、Mr.michiru）
- 超本格官能近親エロ絵巻 あの時のおばさん（10月23日、タカラ映像）
- いつも欲求不満な人妻が旦那以外のチ○ポに興奮！僕のフル勃起チ○ポを上下にシゴく手つきがエロすぎて堪らない!（11月1日、エマニエル）
- しくまれた夫婦交換泥酔スワップ温泉旅行（11月7日、LEO）
- 穴奴隷レズビアン（11月7日、ビビアン）
- 「制服・下着・全裸」でおもてなし またがりオマ○コ航空 3（11月8日、SODクリエイト）
- オンナ好き艶女、「山本美和子」と レズれ! オマ○コに発情する女たちの唾液、マン汁、体液を舐めまくり、勃起クリでイキまくる（11月15日、ジャネス）※総集編
- 「弟には内緒だヨ♥」 友達ん家に遊びに行ったら、お姉さんとお母さんに勃起してることを見抜かれ、童貞卒業させてもらいました（11月20日、SWITCH）
- 妻の行動が怪しいと、隠しカメラを設置、そこに記録されていた生々しい主婦失格映像。（12月5日、LEO）
- ダンナの知らない人妻たちの寝取られ話（12月5日、LEO）
- 極悪ギャルVS美人女教師ガチレズ対決!! 3 オンナのプライドをかけた闘いが今始まる!!（12月6日、GARCON）
- 野外露出レズ（12月7日、山と空）
- 続・時間よ止まれ! パート2（12月12日、V&Rプロデュース）
- 初めての寝取られ… 他人棒に堕ちる妻（12月25日、サイドビー）

2015年
- 夫婦水いらずの温泉旅行になぜか義妹がついてきて姉妹レズ3P（1月5日、LEO）
- S級熟女 山本美和子 スペシャル 8時間（1月5日、ジャネス）※総集編
- お母さんのエロボディーをおかずにセンズリをする俺。ビンビンに勃起したチ○ポをシコシコする姿を見せつけたらお母さんは発情してマン汁垂らしまくっちゃいました!（1月30日、ジャネス）
- みょうに色っぽい喪服未亡人にチ○ポが反応してしまった俺。無理矢理手コキをさせてやったら、ビンビンに勃起したチ○ポを上下にシコシコとシゴく手つきが超エロい!（1月30日、ジャネス）
- 「セックスは激しいだけじゃダメなのよ」ピストンしまくる息子に優しく教える母（2月19日、ABC）
- 喪服未亡人のフェロモンにムラムラした俺は突然ビンビンに勃起したチ○ポを押しつけてやった。拒みながらもハァハァと意外に感じる彼女に辛抱たまらず大量ザーメンを発射しちゃいました!（2月19日、設定思考）
- うちの妻にかぎって… 「キスだけって…言ったじゃないですか…」泣きそうな声でそう言うと僕の妻は他の男にカラダを許した（2月25日、ビッグモーカル）
- まだまだイケてるお義母さんのボインで誘惑されて僕のチ●ポはカチカチ！思わずデカパイに吸いついたら、凄テク手コキで精子を最後の1滴まで搾り取ってくれた！!（3月15日、ジャネス）